# Neoboletus
Neoboletus è un genere di funghi appartenente alla famiglia delle Boletaceae, originario delle regioni olartiche. È stato circoscritto nel 2014 dai micologi italiani Matteo Gelardi, Giampaolo Simonini e Alfredo Vizzini, e ulteriormente dai micologi cinesi Gang Wu e Zhu L. Yang nel 2015, in seguito a studi molecolari che hanno delineato un nuovo quadro filogenetico per le Boletaceae. Si differiscono dal genere Sutorius per via del viraggio al blu della carne al tocco. Hanno pori marroni e sul loro gambo il reticolo è sempre assente. La specie tipo è Neoboletus luridiformis. 

## Morfologia

### Cappello
Da convesso ad appianato, marrone baio, marrone dattero, bruno-olivastro, bruno-rossastro fino al rosso sangue, ocraceo o giallo, secco, opaco, da vellutato a subtomentoso.

### Tubuli
Dal giallo al marrone olivastro.

### Pori
Rosso-arancio, rosso sangue, bruno-rossastro, giallo-arancio o gialli.

### Spore
Subfusiformi, ellissoidali oppure ellissoidali-fusoidi, lisce. Di colore bruno-olivastre.

### Carne
Vira velocemente al blu scuro al taglio o alla pressione.

## Specie di Neoboletus
Elenco delle specie di Neoboletus più conosciute:
- Neoboletus antillanus Angelini, Gelardi, Costanzo & Vizzini, 2019[2]
- Neoboletus brunneissimus (WFChiu) Gelardi, Simonini & Vizzini, 2014[1]
- Neoboletus erythropus (Pers.) C.Hahn, 2015[3]
- Neoboletus ferrugineus (G. Wu, F. Li & Zhu L. Yang) N.K. Zeng, H. Chai & Zhi Q. Liang, 2019
- Neoboletus flavidus (G. Wu & Zhu L. Yang) N.K. Zeng, H. Chai & Zhi Q. Liang, 2019
- Neoboletus flavosanguineus (Lavorato & Simonini) Biketova, Wasser, Simonini & Gelardi, 2021[4]
- Neoboletus hainanensis (T.H. Li & M. Zang) N.K. Zeng, H. Chai & Zhi Q. Liang, 2019[5]
- Neoboletus immutatus (Pegler & A.E. Hills) Blanco-Dios, 2018[6]
- Neoboletus infuscatus N.K. Zeng, S. Jiang & Zhi Q. Liang, 2021[7]
- Neoboletus luridiformis (Rostk. ) Gelardi, Simonini & Vizzini, 2014[8]
- Neoboletus magnificus (WFChiu) Gelardi, Simonini & Vizzini, 2014[9]
- Neoboletus multipunctatus N.K. Zeng, H. Chai & S. Jiang, 2019[10]
- Neoboletus obscureumbrinus (Hongo) N.K. Zeng, H. Chai & Zhi Q. Liang, 2019[11]
- Neoboletus praestigiator (R.Schulz) Svetash., Gelardi, Simonini & Vizzini, 2016[12]
- Neoboletus rubriporus (G. Wu & Zhu L. Yang) N.K. Zeng, H. Chai & Zhi Q. Liang, 2019[13]
- Neoboletus sanguineoides (G. Wu & Zhu L. Yang) N.K. Zeng, H. Chai & Zhi Q. Liang, 2019[14]
- Neoboletus sanguineus (G. Wu & Zhu L. Yang) N.K. Zeng, H. Chai & Zhi Q. Liang, 2019[15]
- Neoboletus sinensis (T.H. Li & M. Zang) Gelardi, Simonini & Vizzini[16]
- Neoboletus tomentulosus (M. Zang, W.P. Liu & M.R. Hu) N.K. Zeng, H. Chai & Zhi Q. Liang, 2019[17]
- Neoboletus xanthopus (Klofac & A.Urb. ) Klofac & A.Urb., 2014[18]